# Thonnelle
Thonnelle is een gemeente in het Franse departement Meuse (regio Grand Est) en telt 139 inwoners (1999). De plaats maakt deel uit van het arrondissement Verdun en ligt aan de Thonne.

## Geschiedenis

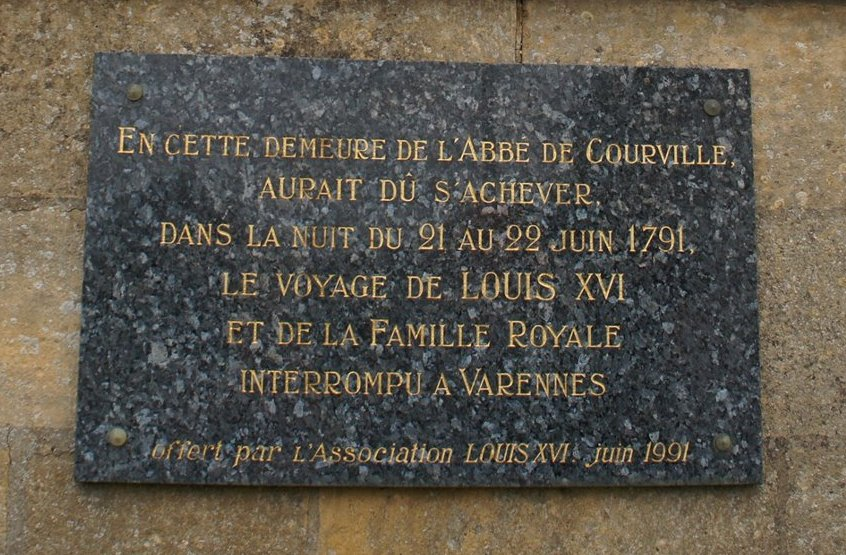
Gedenkplaat Lodewijk XVI te Thonnelle

In juni 1791 ontvluchtte Lodewijk XVI Parijs in een poging het loyaal gebleven garnizoen van Montmédy te bereiken. Van daaruit hoopte hij samen met andere trouw gebleven royalisten het verzet te kunnen leiden tegen het bewind dat hem ten val had gebracht tijdens de Franse Revolutie van 1789. Samen met zijn vrouw Marie-Antoinette en hun gevolg werd hij echter herkend en ingerekend te Varennes-en-Argonne op zowat 50 kilometer van Montmédy. 
In Thonnelle herinnert een gedenkplaat op de woning waar hij verwacht werd aan deze historische gebeurtenis.

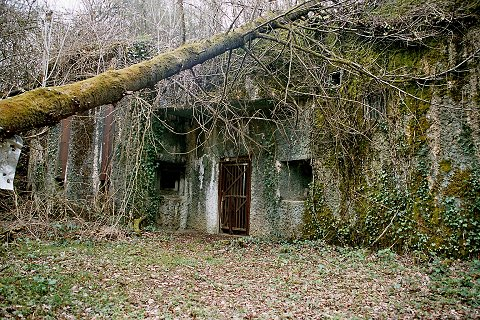
De Maginotliniebunker bij Thonnelle

Tussen 1930 en 1938 werd door de Fransen een verdedigingslinie gebouwd aan de Franse noordgrens met België, Luxemburg en Duitsland. De meest westelijke versterkte positie, met artillerie, lag in deze streek. Ook in Thonnelle werd een bunker gebouwd, die in vervallen staat nog steeds terug te vinden is.

## Geografie
| Aangrenzende gemeenten | Aangrenzende gemeenten | Aangrenzende gemeenten   | Aangrenzende gemeenten | Aangrenzende gemeenten |
| ---------------------- | ---------------------- | ------------------------ | ---------------------- | ---------------------- |
|                        |                        | Thonne-le-Thil           |                        | Breux                  |
|                        |                        |                          |                        |                        |
|                        | Avioth                 |                          |                        |                        |
|                        |                        |                          |                        |                        |
| Chauvency- le-Château  |                        | Montmédy Thonne-les-Près |                        |                        |

De onderstaande kaart toont de ligging van Thonnelle met de belangrijkste infrastructuur en aangrenzende gemeenten.

## Demografie
Onderstaande figuur toont het verloop van het inwonertal (bron: INSEE-tellingen).